# ワジハルファ突出
ワジハルファ突出（ワジハルファとっしゅつ、英語: Wadi Halfa salient） は、エジプトとスーダンの国境地帯の北側のナイル川沿岸地帯の名称。ワジハルファは、国境から22 km南にあるスーダンの町の名である。エジプトとスーダンが領有権を主張しており、現在はエジプトが実効支配している。

## 歴史
1899年、イギリスは、保護国エジプトに現在のスーダンを組み込んだ（英埃領スーダン）。このとき、エジプトとスーダンの国境は北緯22度線と定められた。
1902年、イギリスはこの地に新たな行政境界線を設定し、この地域はスーダンの施政権下に置かれた。スーダンの首都ハルツームから北緯22度線を超えて鉄道が敷設されたため、その沿線をスーダンに編入したものである。
スーダン独立後、政治上の境界線（北緯22度線）と行政上の境界線の違いは、ハラーイブ・トライアングルやビル・タウィールとともにエジプト・スーダン間の大きな問題となっている。

## 両国の主張
エジプト
1899年に設定された、北緯22度線によって定められた国境を優先しており、ワジハルファ突出地域とハラーイブ・トライアングルの領有権を主張している。ビル・タウィールの領有権は主張していない。
スーダン
1902年に設定された、修正国境を優先しており、ワジハルファ突出地域と、ハラーイブ・トライアングルの領有権を主張している。また、スーダン側もビル・タウィールの領有権を主張していない。
ワジハルファ突出地域は面積が小さく、洪水問題があるため、他のハラーイブ・トライアングルのように大きく報道されていない。
両国がビル・タウィールの領有権を主張しないのは、ハラーイブを自国領とする国境線を採用すると国境外になる地域であるためである。第三国も含めていずれの国も領有権を主張していない無主地となっている。

## 地理

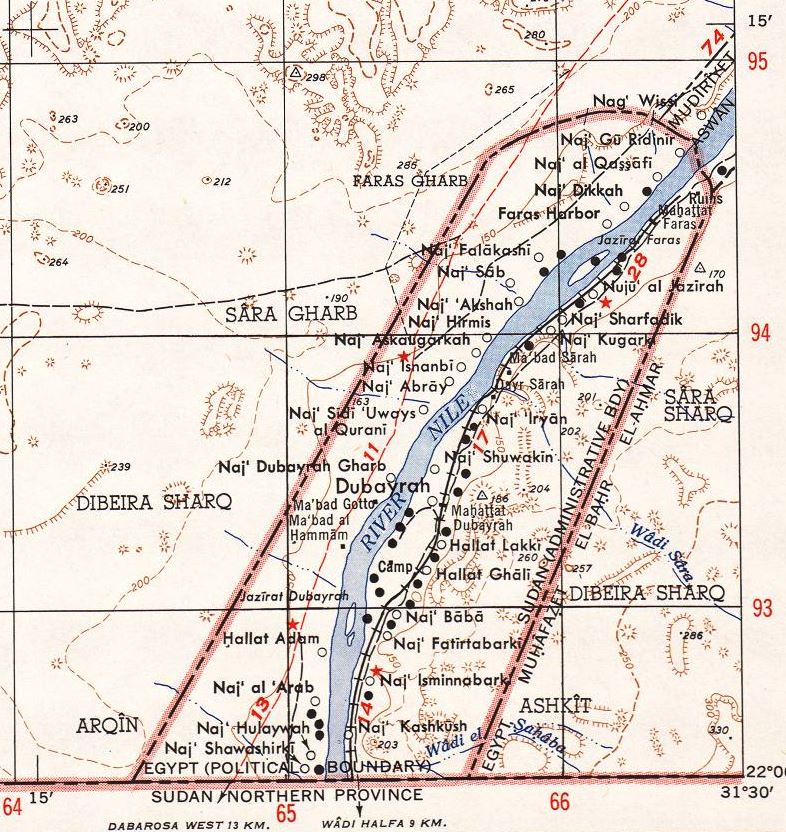
洪水前のワジハルファ突出地域の地図（U.S. Army map from 1953より）

ワジハルファ突出地域は横幅約9 km（5.6マイル）、縦25 km（16マイル）で、面積は210 km2である。ナイル川の流路の両側に国境からエジプト方向に指の形のように伸びている。
アスワンダムの建設とナセル湖の氾濫によって大規模な浸水が起こり、地域のほとんどの村と、古代都市ファラスに被害が及んだ。
1953年の地図によると、洪水前には52の村があり、そのうちの24の村はナイル川の西側（17の村は名称が記載されている）、29の村はナイル川の東側（12の村は名称が記載されている）にあり、あと1つはナイル川に浮かぶファラス島の村であった。
もっとも大きな村はデゥバイラ（英語: Dubayrah、アラビア語: دبيرة）であり、人口は2,000人を超えていた。
この地域にはわずか30-40 km2程度の土地しか残っておらず、そのほとんどが東側の、植生がほとんどない岩だらけの土地である。NASA WorldWindの衛星写真と地図を重ね合わせると、洪水によって村は全て貯水池に沈んでしまったことがわかる。